# Giulio Marelli
Giulio Marelli (Roma, 10 febbraio 1907 – Roma, 6 gennaio 1979) è stato un pittore italiano che aderì alla corrente dell'astrattismo.

## Biografia
Giulio Marelli giunse all'arte astratta dopo molte esperienze in quella figurativa, circostanza comune nella vita di numerosi pittori. 
Il suo approdo all'arte astratta avvenne nel 1947, rivestendo un preciso significato e segnando la fine dell'immane conflitto mondiale, che portò al crollo di un certo mondo, di una certa «misura» del mondo, propria degli uomini appartenenti alla generazione di Marelli, nato nel 1907.
L'approdo all'astrattismo di Giulio Marelli, alle soglie dei quarant'anni, segnò anche, a suo modo, l'inizio di una ricerca in un'altra chiave, dove alla figura si sostituirono i simboli; una diversa «ristrutturazione» delle cose, con una diversa collocazione dell'uomo in quell'universo nel quale, ormai, la sconvolgente parentesi della guerra aprì crudeli ferite nelle coscienze, costituendo una sorta di distacco da una realtà non più congeniale, impietosa, che non aveva altro sollievo se non quello dato al di fuori della speranza di una nuova dimensione, affidando ai colori il suo viatico e al segno il suo più accorato messaggio.
La speranza che, in qualche misura, apparteneva ad altri mondi, a quella sorta di «asteroidi» che andavano popolando, dal 1950, costituì il nuovo «universo» proposto da Giulio Marelli.
La crescita artistica di Marelli fu quella tradizionale: dapprima la severa scuola «Y. Romani», che lo diplomò nel 1928 fornendogli gli strumenti per i primi passi artistici; un'evoluzione «tradizionale», in linea con un tempo che ancora lasciava spazio alla autentica vicenda dell'uomo, con sentimenti assodati, con una linea di svolgimento coerente e senza sorprese. 
Nel periodo che va dal 1927 al 1933 Giulio Marelli ebbe a Parigi contatti, che si tramutarono in veri rapporti d'amicizia, con Picasso, Rouault, Klee, Enrico Prampolini, ossia, le più prestigiose e illuminanti personalità che operavano in quei movimenti d'avanguardia all'interno dei quali, nei primi decenni dei nostro secolo, la capitale francese fu il centro di tutti i fermenti artistici e le innovanti problematiche della cultura contemporanea
Dopo circa vent'anni di severe verifiche, Marelli arrivò all'impatto con la crudele esperienza del dolore del mondo di dimensioni apocalittiche, che vanificava l'uomo come creatura, evidenziandone la fragilità. 
Di qui avvenne, il distacco dal figurativo per la ricerca di un occhio interiore, che guardava oltre le cose, offrendo anche questo uno spiraglio.
Nel 1947, i primi timidi inizi: la pittura di Giulio Marelli sembrava avere il taglio della scultura, ma anche i primi connotati di un'asprezza di scelte, dove il mondo della natura appariva ridursi ai suoi primordi, segnalare i tremendi passi delle Origini.
Il Caos del Fiat, costituì una verifica di «partenza» con espressioni sempre più pregnanti: nel 1950, le tele del Marelli furono esposte alla Galleria Nazionale d'Arte Moderna; nello stesso anno, il critico Marcello Venturoli presentò il suo catalogo (circa 80 opere) alla galleria San Marco; due anni dopo, la nuova partecipazione alla Quadriennale di Roma.
Fino al 1957, Marelli partecipò a tutte le rassegne d'arte indette dal Art-Club in Italia e all'estero. 
Nel 1957 ricevette il primo riconoscimento di valore internazionale, entrando, nel grande Gotha dell'arte quando il critico Michel Seuphor ne tracciò la biografia sul " Dictionnaire de la peinture abstraite ", edito da F. Hazan a Parigi.
Questo momento costituì il segnale inequivocabile, di una precisa collocazione, dell'artista Giulio Marelli a livello internazionale.
Nel 1960 partecipò di nuovo alla « Quadriennale » di Roma e due anni dopo alla galleria «Anthea» che lo aveva invitato per una mostra personale, a seguito della quale arrivarono numerosi consensi della critica più avanzata, che, di fronte ai quadri di Giulio Marelli, non sembrava dividersi per la preferenza nei campi astratto e figurativo.
Dal 1967, Marelli continuò intensa la sua attività artistica e di ricerca, partecipando a tutte le rassegne d'arte più importanti in Italia e all'estero: dal «Premio Marzotto», al Premio «Modigliani»; dal Premio «Sardegna» (Biennale di Nuoro) al Premio «Michetti»; dal Premio «dei Paesi Scandinavi» al Premio «Nizza». 
Marelli ebbe una febbrile attività artistica costituita dalla sua copiosa produzione, veramente imponente: circa mille opere, delle quali circa duecento in collezioni italiane e circa quattrocento nelle collezioni della Svizzera, dell'Austria, della Germania, della Svezia, della Francia, degli Stati Uniti, del Canada e del Giappone, con una «diffusione » che lo colloca a tutto titolo nel circolo della cultura internazionale. 
Dell'arte di Giulio Marelli hanno scritto i maggiori critici d'Europa: Aniceto Del Massa ne ha sottolineato i «rilievi che ne accentuavano il senso abissale, sotterraneo»; Vito Riviello l'«enorme pietà » che Marelli aveva verso il tempo, «lo fissa per sempre in una dimensione dinamica che non concede lussi alla morte di cui teme i contorni numerici e banali». Sigfrido Maovaz trovava nelle opere del Marelli «un loro strano, avveniristico fascino». Per Etna, Marelli sembrava anticipare «le sensazioni del futuro turista spaziale».
Tutte le testimonianze erano e sono univoche nel consenso rivolto all'opera artistica di Giulio Marelli, anche se ovviamente, con diverse angolazioni, perché l'aspetto più singolare dell'atteggiamento della critica di fronte alla sua opera pittorica, figurativa o astratta che fosse, è stata tutt'altro che avara di lusinghieri consensi.

## Critiche
(Lorenza Trucchi (Mostra Giulio Marelli Galleria La Canovina 1976))
(Carlo Giacomozzi (Mostra Giulio Marelli Galleria La Canovina 1976))
(Vito Apuleo (Mostra Giulio Marelli Galleria La Canovina 1976))
(Aniceto Del Massa (Mostra Giulio Marelli Galleria La Canovina 1976))

## Mostre
1950 - IV Mostra annuale - Art Club - Galleria Nazionale d'Arte Moderna, Roma.
II Mostra Nazionale di Arte Astratta - Galleria Nazionale d'Arte Moderna, Roma.
Premio d'Arte II Febbraio - Palazzo delle Esposizioni, Roma.
1951 - Italian Artists of To-day - Art Club - la mostra fa il giro dei Paesi Scandinavi - Svezia, Norvegia, Danimarca, Finlandia.
Arte Astratta e Concreta in Italia - Art Club Centrale - Galleria Nazionale d'Arte Moderna, Roma.
1952 - Mostra Personale - Galleria S. Marco, Roma ‑1,1 Mostra di Pittura «- Il Volto di Roma » - Roma - Circolo Artistico di Via Margutta.
Presentato al catalogo da Marcello Venturoli.
Mostra Nazionale d'Arte Astratta - Art Club
Centrale - Roma - Circolo Artistico Catania.
6ª Mostra Annuale Art Club - Galleria Nazionale d'Arte Moderna - Roma.
14 Artisti Romani all'Apúleio - Ostia Antica.
II Mostra Sindacale - Associazione Artistica Internazionale - Roma.
1953 - Arte Astratta Italiana e Francese 82ª Mostra dell'Art. Club - Galleria Nazionale d'Arte Moderna - Roma.
2ª Mostra Contemporanea Art Club - Torino.
1954 - Esposizione d'Arte Internazionale La pittura di piccolo formato - Movimento Internazionale Artisti di Avanguardia – Galleria Cairola - Milano, con successive esposizioni a Torino, Genova, Napoli, Palermo.
Esposizione d'Arte Internazionale
La pittura di piccolo formato - Movimento Internazionale Artisti d'Avanguardia – Galleria Della Torre - Bergamo; con successive esposizioni a Roma - Galleria Il Camino – Milano Galleria Cairola Ancona - Galleria Puccini -Barcellona, Madrid - Accademia di Belle Arti.
Los Angeles (California).
V Congresso della Federazione Roma - Federazione Provinciale.
Gli Artisti per l'Infanzit - Presidenza del Consiglio dei Ministri U.N.A.C. - Roma, Palazzo delle Esposizioni.
1955 - Esposizione d'Arte Internazionale
La pittura di piccolo formato - Bottega d'Arte - Chieti.
Mostra Internazionale d'Arte Contemporarnea VI Campagna U.N.A.C. - Palazzo delle Esposizioni, Roma.
Movimento Internazionale Artisti d'Avanguardia - La pittura nel piccolo formato - Ga leria d'Arte La Fontanella, Roma.
Settima Quadriennale Nazionale d'Arte - Palazzo delle Esposizioni - Roma.
1956 - Premio Nazionale. di Pittura « Enrico Toti », Roma (vinto il premio acquisto).
1957 - Premio Manifesto per il quotidiano il Popolo - Roma.
Dictionnaire de la Peinture abstraite.
Précédé d'une Histoire de la Penture abstraite di Michel Seuphor (Fernand Hazan) Paris.
1958 - Artisti d'oggi - YMCA - Roma.
Mostra del Personaggio La Cassapanca - Roma.
Arte Viva - IX Premio Avezzano - Palazzo degli Studi Avezzano.
1959 - Rassegna di Arti Figurative di Roma e del Lazio - Palazzo delle Esposizioni - Roma. Mostra Nazionale di Pittura - Premio Amedeo Modigliani - Città di Livorno.
8• Quadriennale Nazionale d'Arte - Palazzo delle Esposizioni - Roma.
Biennale Nazionale di Pittura - Premio Sardegna - Nuoro.
Mostra « Vedute di Roma» - Roma (premio acquisto da parte del Comune di Roma).
1960 - Ottobre Romano di Pittura - Palazzo Barberini - Roma (Premio acquisto).
lo Concorso Nazionale La Danza nella Pittura - Premio della Danzatrice d'Oro - Palazzo Brancaccio - Roma.
Mostra Personale Galleria « Alibert » - Roma. Centro Nazionale Arti Figurative del a D.C. Palazzo Venezia - Roma.
Mostra Personale Galleria « Monede Gallery » di Edith Geller - 929 Madison Avenue - New York.
VI Congres des Forains (spettacoli viaggianti) - Premio d'Arte « Luna d'oro » - Roma.
1961 - Mostra personale galleria « Anthea » - Roma. Mostra collettiva galleria « Anthea » - Roma. ve (Premio Avezzano) Palazzo degli Studi Avezzano.
Rassegna di Arti Figurative di Roma e del Lazio « Roma nel Risorgimento » Palazzo delle Esposizioni - Roma.
1962 - Mostra Nazionale Pittura Contemporanea (premio città di Marasala) - Marsala.
Nuovarte - Arte italiana e straniera in piccolo formato - Galleria Penelope - Roma.
II Premio di Pittura - Città di B ~gn:seggio.
Bagnoreggio.
1 Qa Mostra di pittori astratti Galleria Numero di Fiamma Vigo
Venezia.
Mostra collettiva a Le Mus°e D'art MDdernc
de Sao Paulo - Brasile.
1963 - I.N.P.S. - Mostra Concorso di Arti Figurative Omaggio al Concilio - Palazzo Barberini - Roma (premio acquisto).
Mostra Concorso Arti Figurative – Palazzo delle Esposizioni - Roma (premio acquisto).
Rassegna di Arti Figurative di Roma e del Lazio - Palazzo delle Esposizioni - Roma.
Pittori d'oggi a Roma - Palazzo delle Esposizioni - Rma.
II Mostra Sindacale della Federazione Nazionale degli Artisti Romani.
1964 - XIV Mostra Nazionale di Arti Figurativi - Premio città di Alatri.
Associazione. Pro Segni - Premio Nazionale di Pittura - segni (medaglia d'oro).
I.N.P.S. concorso a'3b A- imento edificio INPS
pannello musivo).
Campobasso (aggiucicazionc concorso gran--'..e
1965 - Prima Mostra Internazionale del Disegno « La Pace » - Palazzo degli Studi - Fermo.
V Rassegna delle Arti Figurative di Roma e del Lazio - Roma.
1966 - XV Mostra Nazionale di 'Pittura « Premio Alatri » - Alatri (Medaglia d'oro).
Concorso Nazionale Opere d'Arte per la Sede del Ministero degli Esteri - Roma (premio acquisto).
Museo Nazionale di Noto (acquisto quadro)
1967 - Mostra personale all'Astrolabio Arte – Roma con presentazione al catalogo di Nello Ponente e Carlo Giacomozzi.
VI Rassegna di Arti Figurative di Roma e del Lazio - Palazzo delle Esposizioni - Roma.
1968 - VI Biennale Romana - Rassegna di Arti Figurative '(già Roma e Lazio) - Palazzo delle Esposizioni - Roma.
Cineforum Romano ISAC . - Premio Roma Viva - Palazzo delle Esposizioni - Roma.
Prima Mostra Internazionale d'Arte Annuale e Premi - Palazzo delle Esposizioni (medaglia d'oro).
Concorso per l'acquisto di opere d'arte - città di Torino (acquisto quadro).
VI Mostra di Arti Figurative - Roma Viva - Palazzo delle Esposizioni - Roma.
1969 - Mostra Personale alla Galleria d'Arte « LaRassegna » - Roma - Presentato al catalogo da Nello Ponente.
Seconda Mostra Nazionale d'Arte (SIABA) Palazzo delle Esposizioni - Roma.
14º Premio Termoli - Palazzo del Comune di Termoli.
1970 - Terza Mostra Sindacale d'Arte - Palazzo delle Esposizioni Roma.
Istituto Nazionale per l'Assicurazione contro gli Infortuni - Concorso per l'acquisizione di opere d'arte destinate agli Uffici INAIL di Roma (acquisto quadro).
Regione Trentino Alto Adige - Concorso per l'acquisizione di opere d'arte destinate al Palazzo della Regione di Trento (acquisto quadro).
1971 - Rassegna . Internazionale d'Arte Moderna - Emilia, Lazio, Lombardia, Piemonte, Puglia, Sardegna, Sicilia, Toscana, Veneto.
Premio Sulmona delle Arti - S.ulmona (medaglia d'oro).
Università degli Studi di Genova - Concorso per l'acquisto di opere d'arte per l'università (acquisto quadro).
Impariamo a Vedere - di A. Romagnoli - Cremonese editore - Roma.
1972 - Primo premio Mostra nazionale di Alatri 1973 - Mostra personale Galleria Canova - Roma.
1973 - Invito e partecipazione Decima Quadriennale D'Arte Roma.
Premio Altri 1973
1974 - Mostra personale Galleria Giraldi – Livorno.
Premio acquisto quadro - Ospedali Riuniti. di Genova.
Secondo premio Bagno Regio in occasione del VII centenario S. Bonaventura